# Coppa di Corea del Sud 2024
La Coppa di Corea del Sud 2024, anche nota come Hana Bank Korea Cup 2024 per motivi di sponsorizzazione, è stata la 29ª edizione della coppa nazionale sudcoreana, iniziata il 9 marzo 2024  e conclusa il 30 novembre 2024.
Il Pohang Steelers era la squadra campione in carica e si è riconfermata, vincendo il suo sesto titolo.

## Calendario
Il sorteggio si è tenuto il 23 febbraio 2024 a Seul e ha deciso il tabellone dell'interno torneo fino ai quarti di finale.
| Turno            | Incontri     | Squadre rimanenti | Squadre partecipanti | Entranti in questo turno                                                  |
| ---------------- | ------------ | ----------------- | -------------------- | ------------------------------------------------------------------------- |
| Primo turno      | 9-10 marzo   | 31                | 15                   | 8 squadre di K League 5 11 squadre di K League 4 12 squadre di K League 3 |
| Secondo turno    | 23-24 marzo  | 44                | 14+18                | 3 squadre di K League 3 13 squadre di K League 2                          |
| Terzo turno      | 17 aprile    | 28                | 16+8                 | 8 squadre di K League 1                                                   |
| Ottavi di finale | 19 giugno    | 16                | 12+4                 | 4 squadre di K League 1                                                   |
| Quarti di finale | 17 luglio    | 8                 | 8                    | -                                                                         |
| Semifinali       | 21-28 agosto | 4                 | 4                    | -                                                                         |
| Finale           | 30 novembre  | 2                 | 2                    | -                                                                         |

## Primo turno
| Squadra 1              | Risultato       | Squadra 2            |
| ---------------------- | --------------- | -------------------- |
| Jeonbuk Jeonju         | 1 - 9           | Gyeongju KSPO        |
| Chuncheon Citizen      | 2 - 0           | Jeonju Citizen       |
| Daejeon Korail         | 3 - 1           | Dangjin Citizen      |
| Daegu Dalseo Cheongsol | 0 - 4           | Yeoju                |
| Seul Gwanak Byeoksan   | 4 - 2 (dts)     | Chungju              |
| Siheung Citizen        | 3 - 2           | Seul Nowon United    |
| Jinju Citizen          | 5 - 1           | Jeonnam Sinan Sinan  |
| Gyeongnam Yangsan      | 2 - 1 (dts)     | Sejong               |
| Changwon               | 8 - 0           | Gyeonggi Yangju      |
| Daejeon Yuseong        | 1 - 6           | Busan Transportation |
| Yangpyeong             | 0 - 3           | Pocheon              |
| Seul Seongdong         | 1 - 6           | Geoje Citizen        |
| Paju Citizen           | 2 - 1           | Namyangju Citizen    |
| Gangneung              | 4 - 0           | Seul Jungnang        |
| Pyeongtaek Citizen     | 3 - 3 (5-4 dtr) | Pyeongchang United   |

## Secondo turno
| Squadra 1            | Risultato       | Squadra 2               |
| -------------------- | --------------- | ----------------------- |
| Gyeongju KSPO        | 0 - 1           | Ansan Greeners          |
| Suwon Bluewings      | 2 - 1           | Chuncheon Citizen       |
| Daejeon Korail       | 1 - 1 (3-5 dtr) | Seoul E-Land            |
| Hwaseong             | 2 - 0           | Yeoju                   |
| Seul Gwanak Byeoksan | 1 - 3           | Gimpo                   |
| FC Anyang            | 1 - 0           | Siheung Citizen         |
| Jinju Citizen        | 1 - 0           | Chungnam Asan           |
| Cheonan City         | 4 - 0           | Gyeongnam Yangsan Eogok |
| Changwon             | 0 - 1           | Mokpo                   |
| Bucheon FC 1995      | 2 - 1           | Busan Transportation    |
| Pocheon Citizen      | 0 - 3           | Seongnam                |
| Cheongju             | 2 - 0           | Geoje Citizen           |
| Paju Citizen         | 0 - 1           | Gyeongnam               |
| Jeonnam Dragons      | 1 - 0           | Gangneung               |
| Pyeongtaek Citizen   | 1 - 5           | Gimhae                  |
| Busan IPark          | 0 - 0 (4-2 dtr) | Ulsan Citizen           |

## Terzo turno
| Squadra 1       | Risultato       | Squadra 2            |
| --------------- | --------------- | -------------------- |
| Ansan Greeners  | 0 - 1           | Suwon Bluewings      |
| Seoul E-Land    | 0 - 1           | Seoul F.C.           |
| Gangwon         | 3 - 1 (dts)     | Seoul F.C.           |
| FC Anyang       | 0 - 1 (dts)     | Gimpo                |
| Jinju Citizen   | 0 - 2           | Daejeon Hana Citizen |
| Jeju SK         | 2 - 2 (4-3 dtr) | Cheonan City         |
| Mokpo           | 1 - 2           | Bucheon FC 1995      |
| Seongnam        | 1 - 0           | Suwon                |
| Daegu           | 1 - 2 (dts)     | Cheongju             |
| Gyeongnam       | 1 - 0           | Jeonnam Dragons      |
| Incheon Utd     | 1 - 0           | Gimhae               |
| Gimcheon Sangmu | 3 - 2 (dts)     | Busan IPark          |

## Ottavi di finale
| Squadra 1       | Risultato       | Squadra 2       |
| --------------- | --------------- | --------------- |
| Pohang Steelers | 1 - 1 (5-4 dtr) | Suwon Bluewings |
| Seoul F.C.      | 0 - 0 (5-4 dtr) | Gangwon         |
| Gimpo           | 1 - 0           | Jeonbuk Hyundai |
| Daejeon Citizen | 0 - 0 (7-8 dtr) | Jeju SK         |
| Bucheon FC 1995 | 2 - 3           | Gwangju         |
| Seongnam        | 1 - 1 (5-4 dtr) | Cheongju        |
| Ulsan HD        | 4 - 4 (3-0 dtr) | Gyeongnam       |
| Incheon Utd     | 0 - 0 (4-3 dtr) | Gimcheon Sangmu |

## Quarti di finale
| Squadra 1       | Risultato   | Squadra 2   |
| --------------- | ----------- | ----------- |
| Ulsan HD        | 1 - 0       | Incheon Utd |
| Gimpo           | 0 - 1       | Jeju SK     |
| Pohang Steelers | 5 - 1       | Seoul F.C.  |
| Gwangju         | 3 - 2 (dts) | Seongnam    |

## Semifinali
| Squadra 1 | Totale | Squadra 2       | Andata | Ritorno |
| --------- | ------ | --------------- | ------ | ------- |
| Jeju SK   | 3 - 4  | Pohang Steelers | 2 - 2  | 1 - 2   |
| Gwangju   | 2 - 3  | Ulsan HD        | 0 - 1  | 2 - 2   |

## Finale
| Seul 30 novembre 2024, ore 15:00 UTC+9 Gara 61                                                            | Pohang Steelers | 3 – 1           | Ulsan HD | Stadio della coppa del mondo di Seoul |
| \| \| \| \| \| Jeong Jae-hee 69’ Kim In-sung 112’ Kang Hyeon-je 120+5’ \| Marcatori \| 38’ Joo Min-kyu \| |                 |                 |          |                                       |
| |                 |                 |          |                                       |
| Jeong Jae-hee 69’ Kim In-sung 112’ Kang Hyeon-je 120+5’                                                   | Marcatori       | 38’ Joo Min-kyu |          |                                       |